# Paralimnophila leucophaeata
Paralimnophila leucophaeata là một loài ruồi trong họ Limoniidae. Chúng phân bố ở miền Australasia.